# Ли Цзюнь
Ли Цзюнь (кит. упр. 李军; 31 июля 1967, провинция Хубэй, КНР) — китайский футболист и футбольный тренер. Возглавлял клуб второго китайского дивизиона «Синьцзян Тяньшань Леопард».

## Карьера игрока
Родители игрока занимались футболом на велосипедной фабрике провинции Хубэй. С ранних лет Ли Цзюнь полюбил футбол, в 1979 году после окончания начальной школы поступил в спортивную школу провинции Хубэй. В 1987 году принял участие в Китайских национальных играх, на которых выступал за сборную провинции Хубэй и помог команде занять четвёртое место, что стало лучшим достижением команды. На тот момент Ли Цзюню было всего 20 лет, он был практически самым молодым участником команды. С 1994 года в китайском футболе началась профессионализация, а Ли Цзюнь стал частью команды «Хубэй Уган». В розыгрыше Лиги Цзя-Б команда заняла пятое место. В 1995 году Ли Цзюнь перешёл в «Цяньвэй Хуаньдао», где через два года и завершил карьеру игрока.

## Карьера тренера
После завершения карьеры игрока Ли Цзюнь пошел работать в региональную футбольную ассоциацию провинции Хубэй, где занимался работой с молодёжью (игроки 1989 года рождения). В 2008 году, после того, как провинция потеряла представителя в Суперлиге («Ухань Оптикс Вэлли» прекратил существование), было решено основать новый футбольный клуб. Им стал в 2009 году «Ухань Чжоэр», в состав которого попали игроки до 19 лет, подготовленные в системе провинциального футбола, а также представители расформированного «Ухань Оптикс Вэлли»: Ван Вэньхуа, Ху Чжовэй, Цай Си, Чжоу Ляо, У Янь и другие. В мае 2009 года на пост главного тренера новой команды был назначен Ли Цзюнь. Команда заявилась для выступлений во второй лиге Китая. После ухода из Хубэя в 2011 году стал главным тренером клуба «Ухань Хунсин».
С 2012 года является главным тренером футбольного клуба «Хубэй Хуакайэр», в настоящее время переименован в «Синьцзян Тяньшань Леопард».

## Личная жизнь
Жена Ли Цзюня является профессиональной спортсменкой, занималась прыжками в длину. Дочь, Ли Юньхуэй профессионально занимается бадминтоном.

## Достижения
«Цяньвэй Хуаньдао»
- Победитель Лиги Цзя-Б : 1996